# Saint-Barthélemy (Haute-Saône)
Saint-Barthélemy ist eine französische Gemeinde mit 1091 Einwohnern (Stand: 1. Januar 2022) im Département Haute-Saône in der Region Bourgogne-Franche-Comté. Die Bewohner werden Saint-Chormelots und Saint-Chormelotes genannt.

## Geographie
Saint-Barthélemy liegt auf einer Höhe von 329 m über dem Meeresspiegel, zehn Kilometer nordöstlich von Lure und etwa 35 Kilometer ostnordöstlich der Stadt Vesoul (Luftlinie). Das Dorf erstreckt sich im östlichen Teil des Departements, am Nordostrand der Ebene von Lure, südlich des Ognon gegenüber von Mélisey, am Fuß der Vogesen.
Die Fläche des 13,46 km² großen Gemeindegebiets umfasst einen Abschnitt der Ebene von Lure. Die Schwemmebene am Rand der Vogesen liegt durchschnittlich auf 330 m. An der Oberfläche finden sich Sand- und Kiessedimente, die während des Pleistozäns im Vorfeld der Vogesengletscher abgelagert wurden. Die nördliche Grenze verläuft meist entlang dem Ognon, der hier durch eine breite Alluvialniederung fließt. Vom Ognon erstreckt sich das Gemeindeareal südwärts über die Ebene und die Niederung seines Seitenbaches Fourchon. Landwirtschaftliche Nutzung herrscht hier vor.
Nach Osten reicht der Gemeindeboden den steil ansteigenden Hang des Mont de Vannes hinauf. Auf diesem waldbedeckten Höhenrücken, der zu den südwestlichen Vorposten der Vogesen gehört, wird mit 708 m die höchste Erhebung von Saint-Barthélemy erreicht. In geologisch-tektonischer Hinsicht besteht er in den unteren Teilen aus kristallinem Grundgestein, in höheren Lagen aus Buntsandstein der unteren Trias. Ganz im Nordosten markiert der Raddon, ein weiterer linker Zufluss des Ognon, für einen kurzen Abschnitt die Grenze. Das gesamte Gemeindegebiet gehört zum Regionalen Naturpark Ballons des Vosges.
Zu Saint-Barthélemy gehören neben dem eigentlichen Ort folgende Siedlungen:
- Les Monthaureux (329 m) in der Ebene südlich des Fourchon
- Les Granges du Bertey (343 m) am Westfuß des Mont de Vannes
- Les Granges Guenin (335 m) am Westfuß des Mont de Vannes

Nachbargemeinden von Saint-Barthélemy sind Mélisey und Belonchamp im Norden, Fresse und Ronchamp im Osten, Malbouhans im Süden sowie La Neuvelle-lès-Lure und Montessaux im Westen.

## Geschichte
Im Mittelalter gehörte Saint-Barthélemy zur Freigrafschaft Burgund und darin zum Gebiet des Bailliage d’Amont. Die lokale Herrschaft hatten zunächst die Herren von Faucogney inne, später gehörte das Dorf zur Baronie Mélisey. Es bildete anschließend den Mittelpunkt einer eigenen Herrschaft, deren Schloss 1643 auf Anweisung von Turenne zerstört wurde. Zusammen mit der Franche-Comté gelangte Saint-Barthélemy mit dem Frieden von Nimwegen 1678 definitiv an Frankreich. Bereits im 17. Jahrhundert wurde das dörfliche Leben durch die Uhrenherstellung und durch den Bergbau geprägt. Der Abbau von Blei in einer Mine im Mont de Vannes wurde erst im 20. Jahrhundert aufgegeben. Heute ist Saint-Barthélemy Mitglied des Gemeindeverbandes Communauté de communes des 1000 étangs.

## Sehenswürdigkeiten

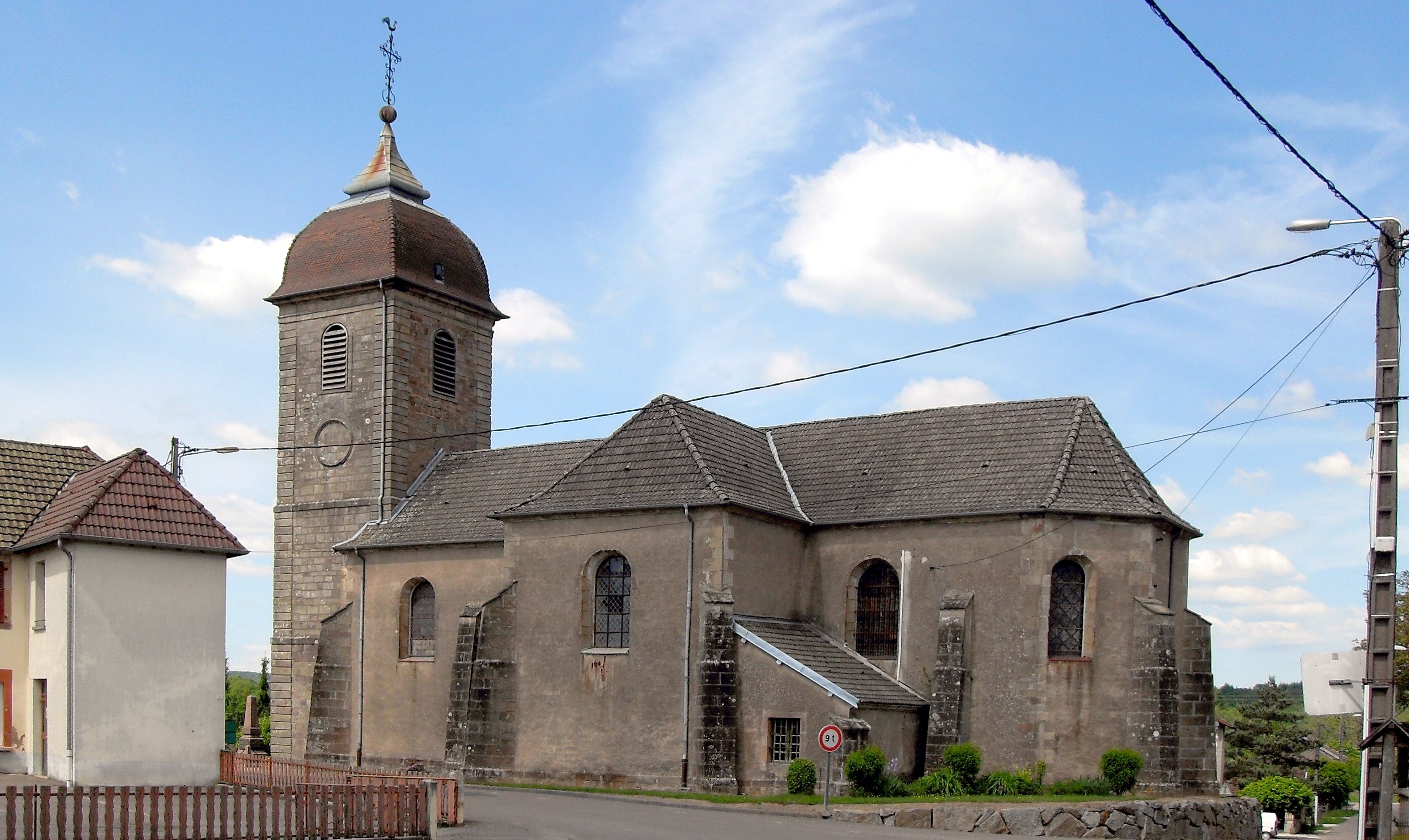
Kirche St. Bartholomäus

Die Kirche Saint-Barthélemy wurde 1731 errichtet. Ihr Glockenturm trägt ein Lothringer Kreuz auf seiner konvexen Kuppel (frz. dôme à l’impériale), die typisch für Kirchtürme der Franche-Comté ist. Zur wertvollen Ausstattung gehören der reich skulptierte Hauptaltar (18. Jahrhundert), der als Monument historique klassiert ist, sowie Mobiliar und Gemälde aus der Erbauungszeit. Vom ehemaligen Herrschaftssitz sind nur wenige Überreste erhalten.

## Bevölkerung
| Jahr                       | 1962 | 1968 | 1975 | 1982 | 1990 | 1999 | 2006 | 2020 |
| Einwohner                  | 810  | 880  | 950  | 1045 | 997  | 900  | 1096 | 1100 |
| Quellen: Cassini und INSEE |      |      |      |      |      |      |      |      |

Mit 1091 Einwohnern (1. Januar 2022) gehört Saint-Barthélemy zu den mittelgroßen Gemeinden des Département Haute-Saône. Nachdem die Einwohnerzahl in der ersten Hälfte des 20. Jahrhunderts deutlich abgenommen hatte (1886 wurden noch 1071 Personen gezählt), wurde in den letzten Jahren wieder ein Bevölkerungswachstum verzeichnet.

## Wirtschaft und Infrastruktur
Saint-Barthélemy war neben dem Bergbau bis weit ins 20. Jahrhundert hinein ein vorwiegend durch die Landwirtschaft (Ackerbau, Obstbau und Viehzucht) und die Forstwirtschaft geprägtes Dorf. Heute gibt es verschiedene Betriebe des Klein- und Mittelgewerbes, vor allem in den Branchen Holzverarbeitung, Feinmechanik, Textilindustrie, Bau- und Transportwesen. In den letzten Jahrzehnten hat sich das Dorf zu einer Wohngemeinde gewandelt. Viele Erwerbstätige sind deshalb Wegpendler, die in den größeren Ortschaften der Umgebung ihrer Arbeit nachgehen.
Die Ortschaft liegt abseits der größeren Durchgangsachsen an einer Departementsstraße, die von Ronchamp nach Mélisey führt. Weitere Straßenverbindungen bestehen mit Montessaux und Fresse.